# Sophie von Campenhausen

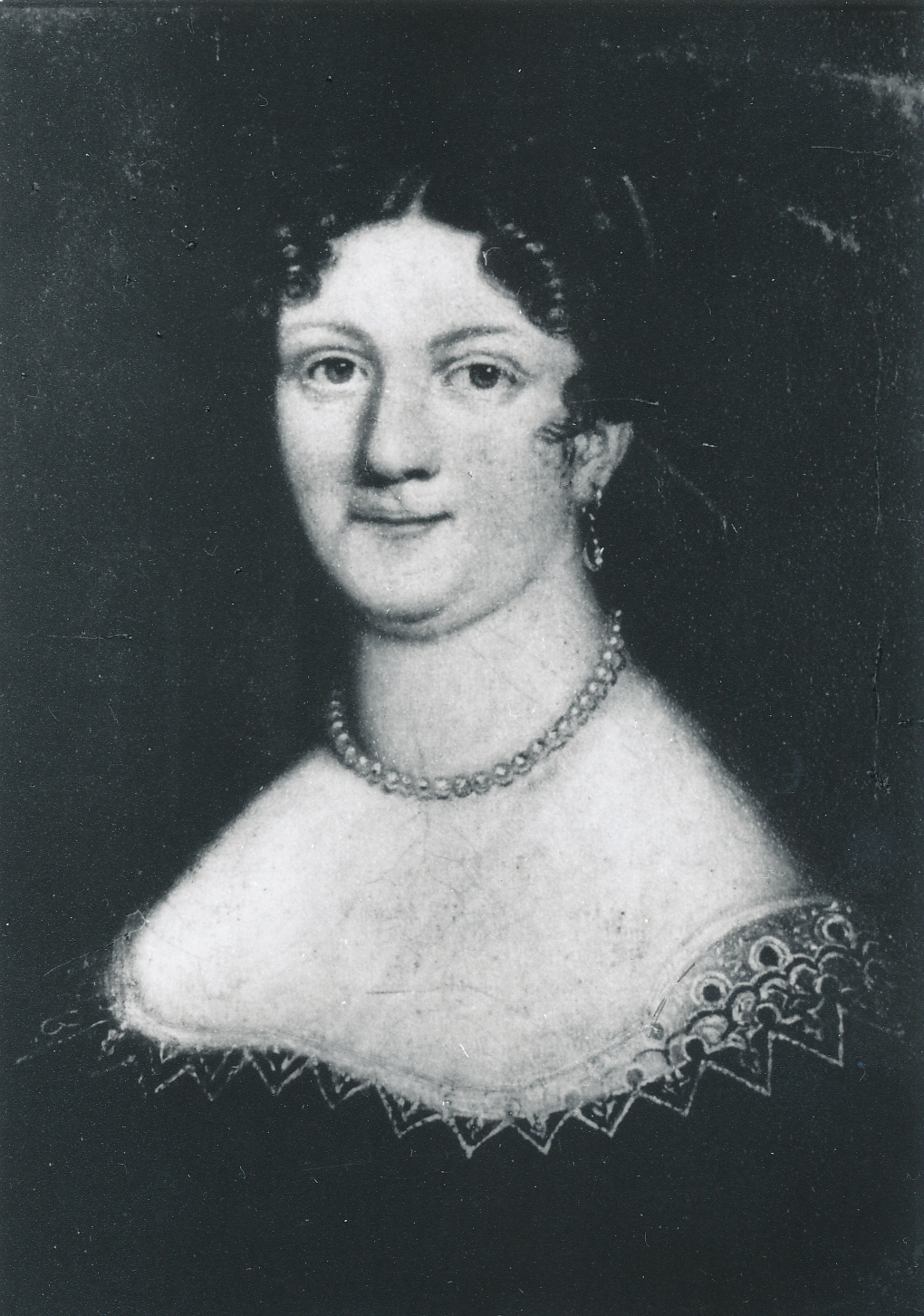
Sophie Freiin von Campenhausen

Martha Friederike Sophie Freiin von Campenhausen (* 3. Oktoberjul. / 14. Oktober 1776greg. auf dem Gut Orellen in Livland; † 22. September 1835 in Doberan) war eine russische Hofdame der Erbprinzessin Helene Paulowna von Mecklenburg [-Schwerin], Oberhofmeisterin der Erbgroßherzogin Alexandrine von Mecklenburg [-Schwerin] und Ehefrau des mecklenburgischen (ersten) Ministers Leopold von Plessen.

## Familie
Sophie von Campenhausen war die Tochter des kaiserlich russischen Senators, Geheimen Rates, Zivilgouverneurs von Livland, Landrats und Gutsherren zu Orellen Balthasar Freiherr von Campenhausen und seiner Frau Sophie Eleonore von Campenhausen geb. Woldeck von Arneburg (1744–1791), der Erbin von Rohrbeck in der Altmark. Sie ist die Enkelin des russischen Generalleutnants und Generalgouverneurs Finnlands Balthasar Freiherr von Campenhausen (der auch der Erbauer ihres Geburtshauses auf dem Gut Orellen war) und seiner zweiten Ehefrau Helene Juliane geb. von Straelborn.
Sophie hatte zwei Schwestern und vier Brüder. Ihr ältester Bruder Balthasar Freiherr von Campenhausen (1772–1823) wurde Reichskontrolleur Russlands, Mitglied des russischen Reichsrates und russischer Finanz- und Innenminister; ihr Bruder Hermann (1773–1836) übernahm vom Vater das Gut Orellen und vermählte sich mit Gräfin Keyserling; ihr Bruder Christoph (1780–1841) war Mitglied des russischen Oberkonsistoriums in St. Petersburg; ihre ältere Schwester Leocadie vermählte sich mit Magnus Barclay de Tolly, dem einzigen Sohn des russischen Generalfeldmarschalls und Kriegsministers Michael Andreas Barclay de Tolly; ihre jüngere Schwester Charlotte (1778–1831) heiratete den russischen Gouverneur Estlands, Gotthard Wilhelm von Budberg-Bönninghausen.

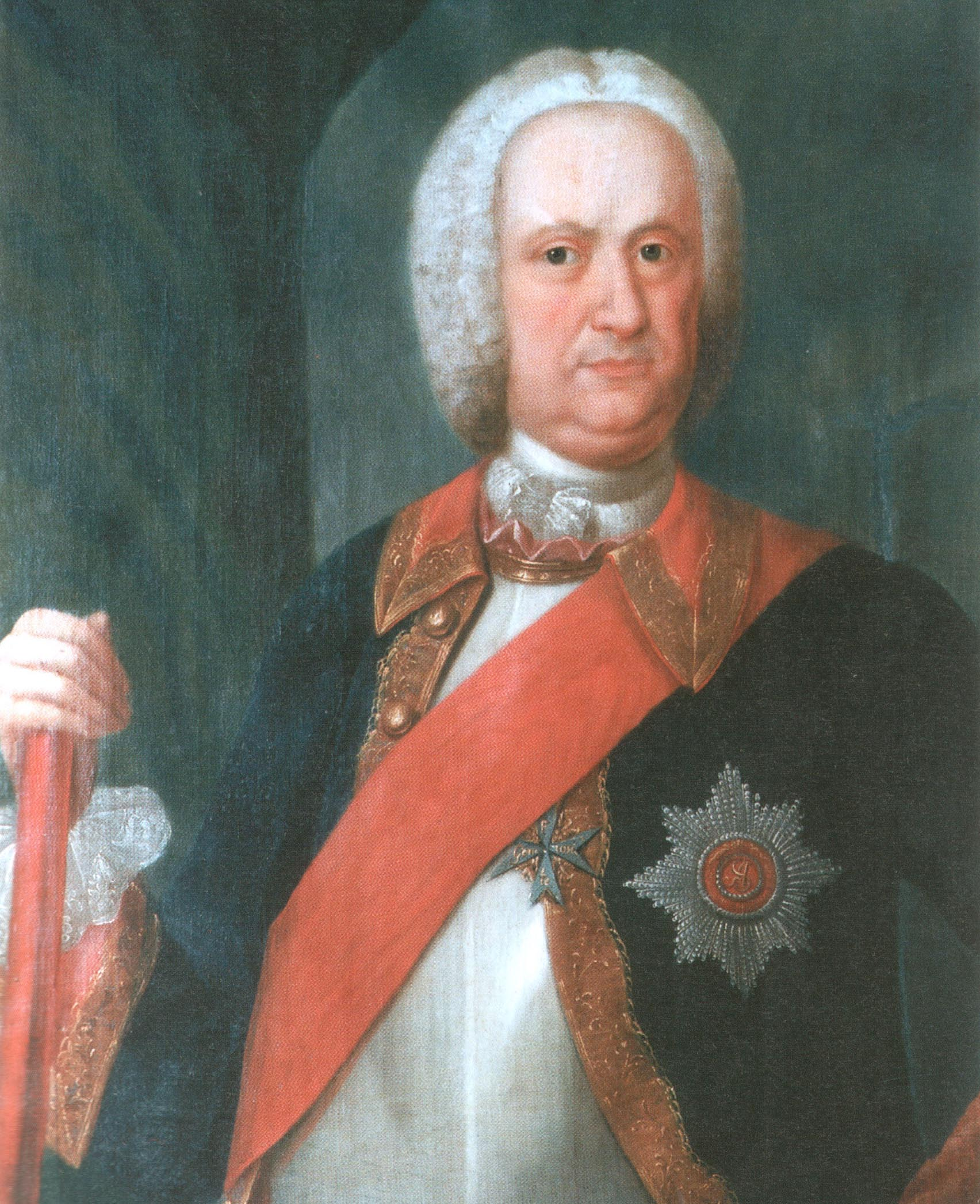
Großvater Balthasar (I.)
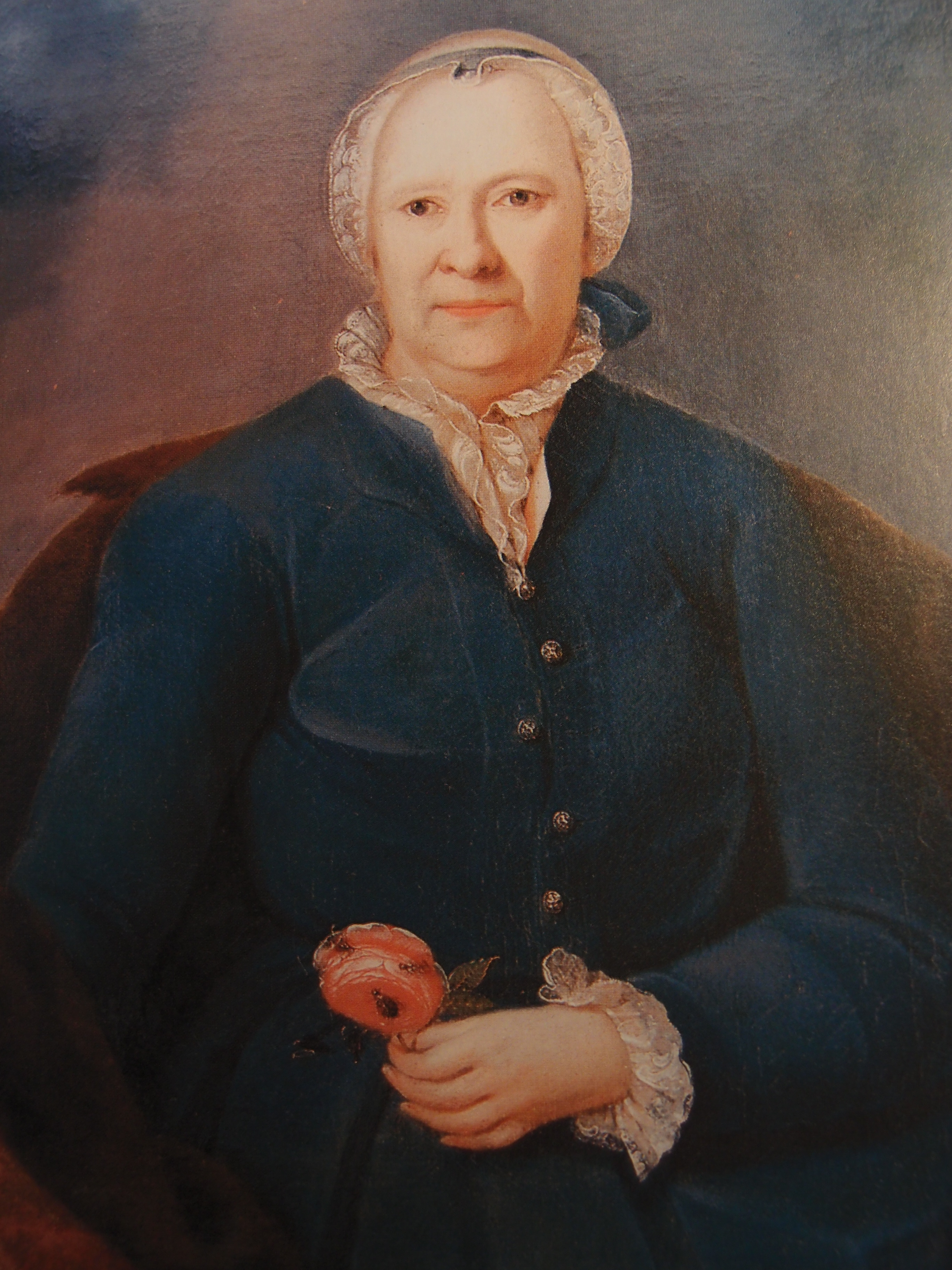
Großmutter Helene
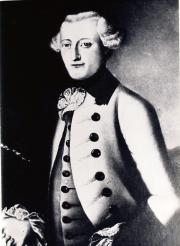
Vater Balthasar (II.)
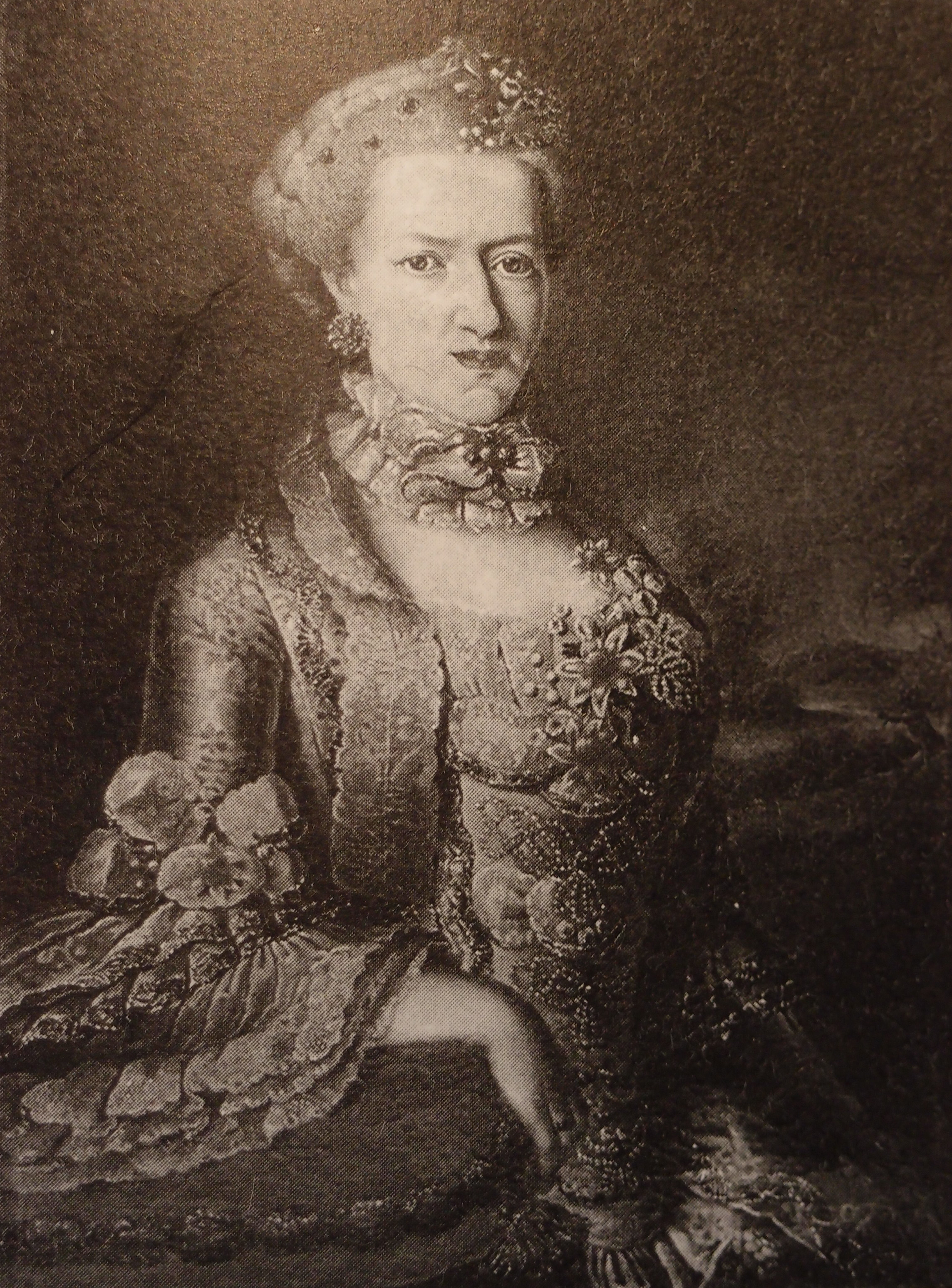
Mutter Sophie Eleonore
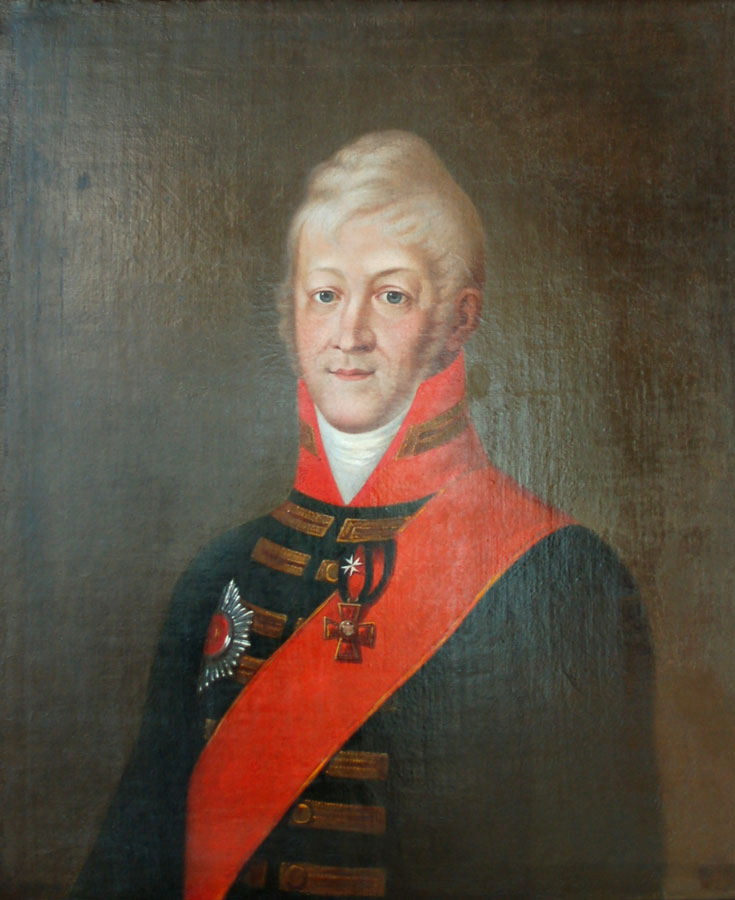
Bruder Balthasar (III.)

## Leben

Ehemann Leopold von Plessen (Gemälde von Rudolph Suhrlandt, um 1808)

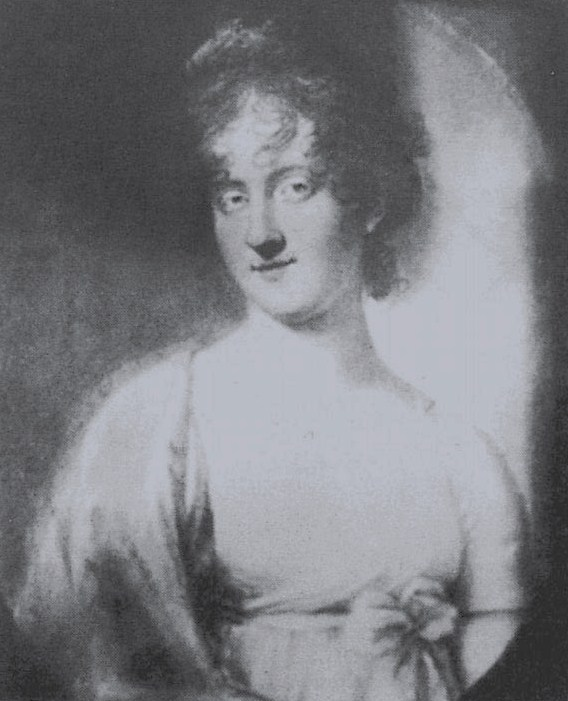
Sophie von Campenhausen um 1800

Im Jahre 1799 begleitete Sophie von Campenhausen die russische Großfürstin Helene Paulowna (1784–1803), nach deren Hochzeit mit dem Erbprinzen Friedrich Ludwig zu Mecklenburg, an den Fürstenhof von Mecklenburg-Schwerin. Dies entsprach einem herrschenden Brauch in der Zarenfamilie, eine russische Hofdame mit an fremde Fürstenhäuser zu nehmen. Baronesse von Campenhausen lernte den späteren mecklenburgischen Minister und Regierungspräsidenten Leopold von Plessen kennen. Der Schweriner Regent Friedrich Franz I., den mit Plessen eine langjährige Freundschaft bis zu seinem Tode verband, forcierte die Beziehung der beiden und wettete auf eine Hochzeit. Am 24. Mai 1802 heirateten Sophie von Campenhausen und Leopold von Plessen in Ludwigslust. Die Ehe galt als glücklich und aus ihr gingen zwei Söhne und eine Tochter hervor. Der jüngste Sohn, Hermann Leopold Christian, wurde im Jahre 1839 mecklenburgischer Kammerherr. Der älteste Sohn, Friedrich Leopold, wurde preußischer Regierungsreferendar. Die Tochter, Luise (Therese), vermählte sich mit dem Großherzoglich mecklenburgischen Wirklichen Geheimen Rat Friedrich Albert von Oertzen (1797–1873) aus dem Hause Kittendorf und lebte auf dessen Gütern Kurzen- und Langen-Trechow; zwei weitere Kinder starben kurz nach der Geburt.
Den festen Wohnsitz nahm Familie von Plessen aus dienstlichen Gründen in Ludwigslust, der Hauptresidenz der mecklenburgischen Herzöge in dieser Zeit, wo bereits Herzog Friedrich (der Fromme) geräumige Wohnungen für Hofbeamte hatte errichten lassen. Sophie wurde in politischen Fragen eine bevorzugte Gesprächspartnerin und Beraterin ihres Gemahls Leopold von Plessen. Ihre mannigfachen familiären Kontakte bis in höchste Ämter des russischen Zarenreiches spielten hierbei eine wesentliche Rolle.
Familie Sophie und Leopold von Plessen war auch Eigentümer des ritterschaftlichen Gutes Dolgen am See und ließ das Herrenhaus Dolgen nach dem Vorbild des Herrenhauses Orellen der Familie von Campenhausen in Livland umbauen. Ab dem Jahre 1824 verbrachten Sophie und ihre Familie jeden Sommer auf diesem Landgut am Dolgener See und verhalfen dem Ort durch die zahlreichen Besuche hochgestellter Persönlichkeiten zu beachtlicher politischer Bedeutung.
Im Jahre 1822 wählte König Friedrich Wilhelm III. von Preußen Sophie als Oberhofmeisterin für seine noch sehr junge Tochter Alexandrine am Schweriner Hof aus. Sophie von Campenhausen hatte er in der Zeit kennen und wertschätzen gelernt, als sie noch Hofdame von Helene Paulowna gewesen war. Im Jahre 1824 legte Sophie dieses Amt nieder. Sie starb nach kurzer Erkrankung im Jahre 1835 und wurde auf dem alten Doberaner Friedhof am Münster an der östlichen Klostermauer beigesetzt, wo die Doppelgrabstätte bis heute in der durch die Stadt Bad Doberan unter Denkmalschutz gestellten Parkanlage „Bachgarten“ in restauriertem (2016) Zustand erhalten ist. 1837 wurde ihr Gatte Leopold neben ihr bestattet.
Der Diplomat und Schriftsteller Ludwig von Hirschfeld (1842–1895) fand in seinem Buch Von einem deutschen Fürstenhofe. Geschichtliche Erinnerung aus Altmecklenburg die folgenden Schlussworte:

„Leopold von Plessen wurde an der Seite seiner Gemahlin bestattet, nur wenige Schritte entfernt von den ehrwürdigen Mauern der alten Kirche, einem herrlichen Denkmal gothischer Baukunst, dem Mausoleum der mecklenburgischen Herzöge, in deren Mittelschiff sich der steinerene Sarkophag Friedrich Franz’ I. erhebt. So ruhen sie auch im Tode nahe beieinander, die drei Menschen, deren Schicksale im Leben eng verflochten waren …“

## Auszeichnungen
- Russischer Orden der Heiligen Katharina  II. Klasse (24. Junijul. / 6. Juli 1824greg.)[12]

## Literatur

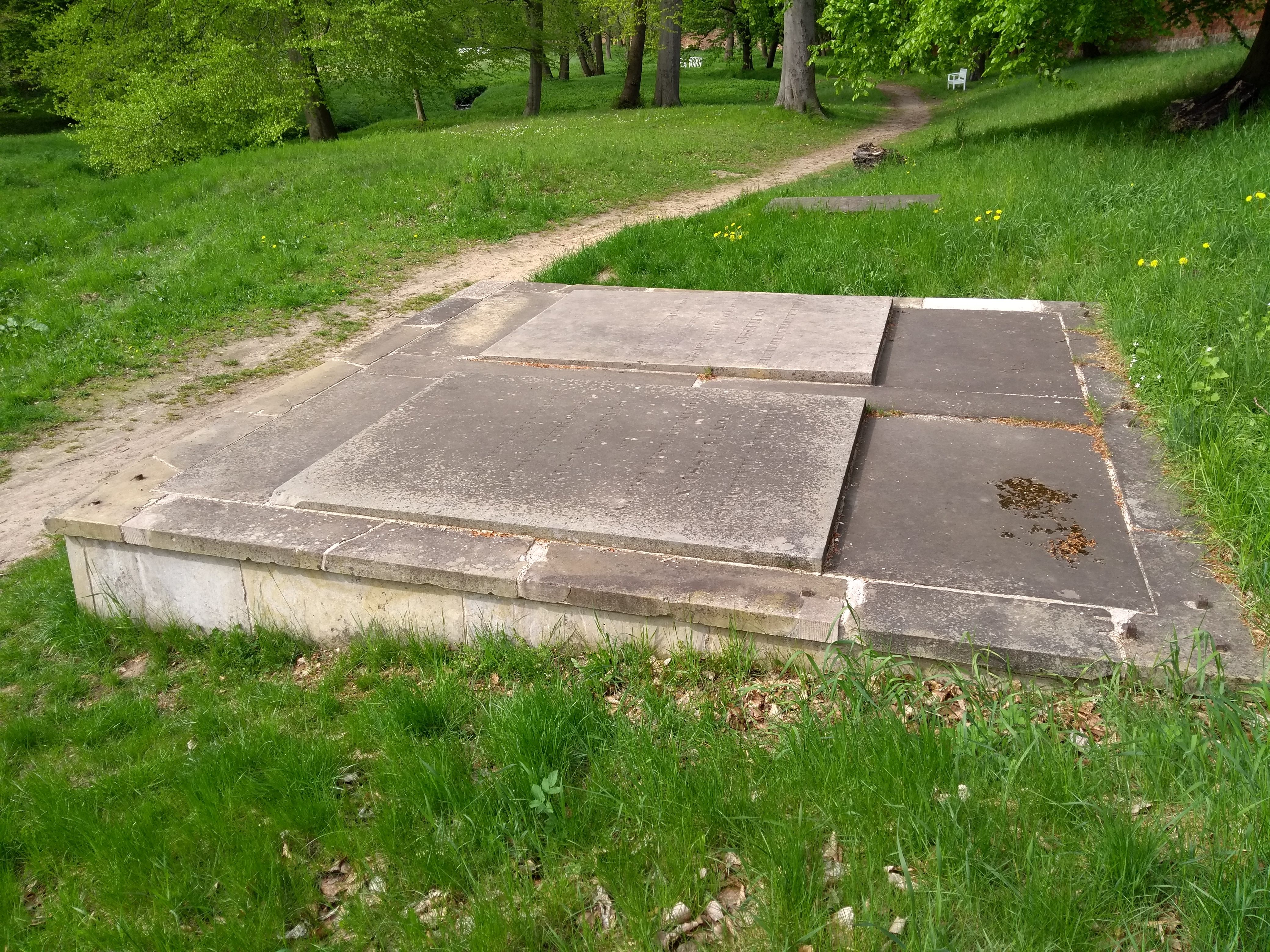
Doppelgrabstätte am Doberaner Münster, 2018